# Veľká Hradná
Veľká Hradná (Hongaars: Nagyradna) is een Slowaakse gemeente in de regio Trenčín, en maakt deel uit van het district Trenčín.
Veľká Hradná telt 682 inwoners.